# Hasta el cielo - La serie
Hasta el cielo - La serie è una serie televisiva spagnola del 2023. La serie è il seguito del film del 2021 Hasta el cielo.

## Trama
Dopo la morte del capo Ángel, la vedova Solé decide di rifarsi la vita, formando nuove alleanze che l'aiuteranno a risolvere i misteri delle presunte uccisioni dei suoi cari, come l'amica Estrella o del marito, mentre riprende contatto con la banda dell'allora Ángel per riorganizzare nuovamente i colpi.

## Episodi
| N° | Titolo originale                  | Titolo in italiano            | Data di pubblicazione |               |
| -- | --------------------------------- | ----------------------------- | --------------------- | ------------- |
| 1  | Los vivos y los muertos           | I vivi e i morti              | 17 marzo 2023         | 17 marzo 2023 |
| 2  | Nuevas amistades, viejos enemigos | Nuove amicizie, vecchi nemici | 17 marzo 2023         | 17 marzo 2023 |
| 3  | Cuentas pendientes                | Conti in sospeso              | 17 marzo 2023         | 17 marzo 2023 |
| 4  | Caballo de Troya                  | Il cavallo di Troia           | 17 marzo 2023         | 17 marzo 2023 |
| 5  | Moviendo el avispero              | Come sollevare un vespaio     | 17 marzo 2023         | 17 marzo 2023 |
| 6  | Padres e hijos                    | Padri e figli                 | 17 marzo 2023         | 17 marzo 2023 |
| 7  | En la boca del lobo               | Nella tana del lupo           | 17 marzo 2023         | 17 marzo 2023 |